# Felipe López
Luis Felipe López (Santo Domingo, 19 dicembre 1974) è un ex cestista dominicano.

## Carriera
È stato selezionato dai San Antonio Spurs al primo giro del Draft NBA 1998 (24ª scelta assoluta).
Con la Rep. Dominicana ha disputato quattro edizioni dei Campionati americani (1993, 1995, 1999, 2005).

## Palmarès
- McDonald's All-American Game (1994)